# Dzień polarny
Dzień polarny – zjawisko wynikające z ruchu obiegowego Ziemi wokół Słońca, występujące w strefach polarnych oraz w tundrze tj. na obszarach ograniczonych kołami podbiegunowymi, polegające na niechowaniu się tarczy słonecznej poniżej linii widnokręgu w trakcie jej widomej wędrówki po sklepieniu niebieskim przez co najmniej 24 godziny.
Długość dnia polarnego jest zróżnicowana, od 24 godzin na terenach położonych na szerokościach geograficznych wyznaczających koła podbiegunowe do 6 miesięcy na samych biegunach.
Zjawisko dnia polarnego występuje przemiennie z występowaniem zjawiska nocy polarnej. Gdy na biegunie północnym trwa półroczna noc polarna, na biegunie południowym trwa również półroczny dzień polarny i na odwrót.